# British Doctors Study
British Doctors Study (с англ. — «исследование британских докторов») — продольное статистическое исследование, проводившееся с 1951 по 2001 год и убедительно доказавшее в 1956 году, что курение приводит к раку лёгких.
К моменту начала исследования существовали подозрения, что курение приводит к раку и сердечно-сосудистым заболеваниям, но эти подозрения не были доказаны. Более того, на протяжении десятилетий курение рекламировалось как «здоровая» привычка. Британский Совет по Медицинским Исследованиям (Medical Research Council) поручил входящей в его состав Группе Статистических Исследований (Statistical Research Unit) провести проверку этого вопроса.
В октябре 1951 года исследователи написали всем зарегистрированным в Британии врачам-мужчинам и получили 34439 ответов. Ответили 2/3 всех врачей. Они, и только они, участвовали в исследовании. Респонденты получили анкеты для заполнения, следующие анкеты были разосланы в 1957, 1966, 1971, 1978, 1991, и наконец в 2001 году.
Первые же данные, опубликованные в 1956 году, доказали, что курение приводит к раку лёгких. Каждые 10 лет публиковался отчёт. Последний отчёт был опубликован в 2004 году. Было убедительно доказано, что курение приводит не только к раку лёгких, но и к инфаркту миокарда (коронарному тромбозу, по тогдашней терминологии).
По результатам исследования, курение сокращает жизнь примерно на 10 лет, и более половины курильщиков умирают от болезней, связанных с курением.
Исследование было также пионерским и по своей методологии. Была показана важность эпидемиологии и медицинской статистики в вопросах общественного здоровья. Идея продольного исследования была настолько новаторской, что в предварительном отчёте, опубликованным в 1954 году, исследователи сочли нужным дать определение продольного исследования.
Исследование проводили Ричард Долл (1912 — 2005), Остин Бредфорд Хилл (Austin Bradford Hill) (1897 — 1991), а с 1971 года — и Ричард Пето (род. в 1943). Все трое — знаменитые специалисты в области медицинской статистики; знаменитые в том числе и благодаря своему пионерскому исследованию. Долл и Пето известны и другими исследованиями, проведёнными позже, в частности, Heart Protection Study.